# Mariko Kouda 2001
『Mariko Kouda 2001』（まりここうだ2001）は、國府田マリ子の7枚目のライブ・ビデオ。2002年3月6日、キングレコードより『Mariko Kouda Music Clips 2001』と同時発売。

## 解説
2001年7月29日、日比谷野外音楽堂にて開催された模様を収録。本編に加え、DVDは特典としてアンコール曲「Twin memories」を収録。

## サポートメンバー
バンドメンバー
- 南明男：ギター、バンドマスター
- 大久保治信：キーボード
- 平山牧伸：ドラム
- 角田俊介：ベース

## 収録曲
1. Happy!Happy!Happy!
作詞：國府田マリ子
作曲：ながつきまろん
編曲：水島康貴
2. 大切に思えるものが一緒ならいいよね
作詞：國府田マリ子
作曲：ながつきまろん
編曲：亀田誠治
3. いまある勇気
作詞：戸沢暢美
作曲・編曲：西脇辰弥
4. その時まで
作詞：渡辺高章
作曲：鶴谷崇
編曲：井上うに
5. GOOD MORNING! BEAUTIFUL MORNING!
作詞・作曲：松本タカヒロ
編曲：井上うに・松本タカヒロ
6. もんしろちょう
作詞・作曲：松本タカヒロ
編曲：亀田誠治
7. あいたくて
作詞：米村裕美
作曲・編曲：井上うに
8. 雨のちスペシャル
作詞：國府田マリ子
作曲：松原みき
編曲：西脇辰弥
9. PARADISE
作詞：國府田マリ子
作曲・編曲：西脇辰弥
10. 心の矢印
作詞・作曲：泉川そら
編曲：亀田誠治
11. あっぷあっぷ
作詞：國府田マリ子
作曲：井上うに
編曲：亀田誠治
12. Horizon
作詞：國府田マリ子
作曲：菜芽月まろん
編曲：光田健一
13. 僕らのステキ
作詞：戸沢暢美
作曲：前田克樹
編曲：岩本正樹
14. GOAL
作詞：鈴木哲彦
作曲：EXPO
編曲：鶴谷崇
15. Pure
作詞：國府田マリ子
作曲：菜芽月まろん
編曲：岩崎文紀

[映像特典]
1. Twin memories
作詞：WINBEE
作曲：コナミ矩形波倶楽部
補作曲・編曲：光田健一